# Antídot d'Atenes
Antídot d'Atenes (en llatí Antidotus, en grec antic Ἀντίδοτος) fou un poeta còmic atenenc del que no se'n sap res tret de què pertanyia a la comèdia mitjana.
Se li atribueix una comèdia titulada Ὁμοία, que també s'ha atribuït a Alexis de Turis, segons Ateneu de Naucratis, i per això se'l situa al segle iv aC. Es coneixen els títols de dues obres seves més que també dona Ateneu: Μεμψίμοιρος i Πρωτόχορος.